# Престиж (роман)
 Тази статия е за книгата.  За филма вижте Престиж (филм).  
„Престиж“ (на английски: The Prestige) е роман от 1995 г. на британския писател Кристофър Прийст.
В него се разказва за продължителната вражда между двама сценични фокусници в Англия в края на 19 век. Структурата му е епистоларна, защото се състои от дневниците на протагонистите, които по-късно са събрани. Заглавието идва от описанието на илюзията в романа, която има три части: подготовка, изпълнение и престиж (ефект).
Книгата е носител на наградите Джеймс Тейт Блек Мемориъл и Световна награда за фентъзи за най-добър роман.